# UGK
UGK (kratica za Underground Kingz) je bio američki hip hop sastav iz Port Arthura, Teksasa. Sastav je 1987. godine formirao Pimp C kojemu se iste godine pridružio Bun B. Kroz cijelu karijeru imali su potpisan ugovor s diskografskom kućom Jive Records. Glazbenu karijeru započeli su 1988. godine objavljivanjem prvog EP-a The Southern Way. Debitantski studijski album Too Hard to Swallow objavili su 1992. godine.

## Članovi
Bivši članovi
- Bun B (1987. – 2009)
- Pimp C (1987. – 2007)

## Diskografija
| - Too Hard to Swallow (1992.) - Super Tight (1994.) - Ridin' Dirty (1996.) - Dirty Money (2001.) - Underground Kingz (2007.) - UGK 4 Life (2009.) - The Southern Way (1988.) - Banned (1992.) | - Side Hustles (2002.) - Best of UGK (2003.) - Jive Records Presents: UGK Chopped and Screwed (2004.) |

## Vanjske poveznice
- UGK na Allmusicu
- UGK na Discogsu
- UGK na Billboardu
- UGK  Arhivirana inačica izvorne stranice od 9. studenoga 2012. (Wayback Machine) na MTV